# Lei Menino Bernardo
A Lei Menino Bernardo, também conhecida como Lei da Palmada, refere-se à lei brasileira que visa proibir o uso de castigos físicos ou tratamentos cruéis ou degradantes na educação de crianças e adolescentes. O nome foi adotado pelos deputados quando ainda da tramitação do então projeto de lei 7672/2010, da Presidência da República brasileira, proposto ao Congresso Nacional Brasileiro.
Relatado pela deputada Teresa Surita (PMDB-RR), o projeto prevê que pais que maltratarem os filhos sejam encaminhados ao programa oficial de proteção à família e a cursos de orientação, tratamento psicológico ou psiquiátrico, além de receberem advertência. A criança que sofrer a agressão, por sua vez, deverá ser encaminhada a tratamento especializado. A proposta prevê ainda multa de três a 20 salários mínimos para médicos, professores e agentes públicos que tiverem conhecimento de agressões a crianças e adolescentes e não denunciarem às autoridades. A lei gerou polêmica e muitas discussões desde que foi proposta, em 2003. Esta lei foi aprovada pela Câmara dos Deputados no dia 21 de maio de 2014 e foi aprovada no Senado no dia 4 de junho de 2014.

## Argumentos favoráveis e contrários à lei
Os argumentos favoráveis à Lei são que ela visa ao reconhecimento e a garantia dos direitos humanos de crianças e adolescentes e à superação de um costume arcaico. Outros argumentos são que a violência física não educa os menores de idade para uma cultura que pretende ser de paz. Segundo seus defensores, a lei da palmada é uma das ações que pretende educar as pessoas para que resolvam os seus problemas através do diálogo e da compreensão mútuas, e não por meio de agressões físicas e/ou humilhações. Ela é apoiada e sugerida pela apresentadora Xuxa Meneghel, que diz que esse é o modelo ideal para educação.
As reações contrárias ao projeto de lei deram-se devido à aceitação cultural do castigo físicos às crianças e aos adolescentes pelos pais e responsáveis. O principal argumento contra a lei é a rejeição, pelas famílias, da intervenção do Estado em assuntos privados, como a educação de crianças em casa. Outras  críticas são a punição, prevista na lei, de 1 a 4 anos de prisão, além de perda do Poder familiar, não só para adultos que espanquem fortemente os filhos, mas também que deem beliscões, "palmadas pedagógicas" ou até agressões psicológicas, como castigos sem punição físicas em menores de idade.

## Histórico da tramitação do projeto de lei
Uma redação de projeto de lei foi apresentada à Câmara dos Deputados no ano de 2003 pela Deputada Maria do Rosário, PT-RS, recebendo o número Projeto de lei - PL no. 2.654/2003, tendo obtido pareceres pela aprovação na Comissão de Seguridade Social e Família, Comissão de Educação e Cultura e Comissão de Constituição e Justiça e de Cidadania, parando sua tramitação no plenário da casa, onde se encontra sem movimentação.
Atendendo a nova disposição da ONU, editada por meio do Comentário Geral N. 8/2006, aprovado na feito na quadragésima segunda sessão do Comitê dos Direitos da Criança - CRC/C/GC/8, em Genebra, no dia 2 de junho de 2006, novo texto de projeto de lei foi enviado pelo Poder Executivo em julho de 2010, sendo numerado como Projeto de lei - PL 7.672/2010. Após instalação de Comissão Especial para sua apreciação, foi nomeada como relatora a Deputada Teresa Surita (PMDB-RR), que apresentou texto substitutivo ao projeto inicial, tendo o mesmo sido aprovado na Comissão Especial no dia 14 de dezembro de 2011.
O projeto de lei foi aprovado na Câmara dos Deputados no dia 21 de maio de 2014, após acordo com a bancada evangélica, que aceitou a mudança do texto para especificar que os pais ou responsáveis somente serão punidos se infligirem sofrimento físico à criança ou adolescente até 18 anos de idade. O projeto de lei foi aprovado no Senado no dia 4 de junho de 2014.

## Opinião de especialistas
Segundo diversos advogados, a lei não proíbe exatamente a palmada, uma vez que este termo nem é citado no corpo do texto. Para muitos, a lei é redundante em boa parte com a legislação anterior e não irá alterar significativamente a realidade, sendo que alguns de seus pontos são subjetivos, pois não definem exatamente o que seria o "sofrimento físico" suficiente para gerar consequências jurídicas.
Já os psicólogos do Laboratório de Estudos da Criança (Lacri), do Instituto de Psicologia da USP, apoiam a iniciativa da lei e abominam a utilização de qualquer punição física (incluindo a palmada). Na mesma linha, a pedagoga Áurea Guimarães, professora da Faculdade de Educação da Unicamp, defende que punições não resolvem, pois têm um caráter muito mais exemplar do que reflexivo: "A criança deixa de fazer algo por medo, não por compreender o certo e o errado".
Para a coordenadora técnica do Centro Regional de Atenção aos Maus-tratos na Infância, Lígia Vezzaro Caravieri, existe uma visão generalizada de que a violência doméstica da criança por parte dos pais é normal. O presidente da comissão da Infância e Juventude da Ordem dos Advogados do Brasil de São Bernardo do Campo e membro do Conselho Estadual dos Direitos da Criança e do Adolescente, Ariel de Castro Alves, cita outros motivos para o uso da violência como forma de educar, como a visão de que a criança é um objeto pertencente ao adulto (e não como um sujeito com direitos) e a tradição de que a única forma de educar é a violência, além da vulnerabilidade social.